# Selenomethionine
Selenomethionine (SeMet) is een organoseleenverbinding die, in zijn L-vorm, geschikt is als bron van het sporenelement seleen in de voeding van mens en dier. Het is een seleno-aminozuur dat in voedingssupplementen aanwezig is. Het verschilt van methionine door een seleenatoom in de plaats van het zwavelatoom.

## Voorkomen en productie
Meer dan 80% van de seleen in maïs, soja of tarwe is aanwezig als L-selenomethionine.
De stof wordt geproduceerd door bepaalde stammen van met seleen aangerijkte gist (Saccharomyces cerevisiae), waaraan anorganische seleenzouten zoals natriumseleniet zijn toegevoegd. Daarbij ontstaat hoofdzakelijk selenomethionine, naast kleinere hoeveelheden van andere organoseleenverbindingen zoals selenocysteïne. Selenomethionine kan uit de gist geïsoleerd worden, maar de met seleen aangerijkte gist kan ook als zodanig in voedingssupplementen of diervoeder gebruikt worden.

## Opname
Net als anorganische seleenzouten zoals natriumseleniet of natriumselenaat wordt selenomethionine goed geabsorbeerd door het lichaam vanuit het gastro-intestinale stelsel. De biobeschikbaarheid van selenomethionine bleek in een aantal studies bij mensen en dieren evenwel 1,5 tot 2 maal zo hoog te zijn als die van anorganische vormen van seleen. De halveringstijd van L-selenomethionine is 252 dagen, dit is langer dan die van anorganisch seleniet (102 dagen).
Na absorptie wordt selenomethionine gemetaboliseerd tot andere organische seleenverbindingen (bijvoorbeeld selenocysteïne) of wordt het seleen via eiwitsynthese opgeslagen in selenoproteïnes, waaruit het nadien door katabolisme kan vrijkomen.
Seleen is een chronisch toxische stof. Men moet er dus op toezien dat de inname van seleen de toegelaten dagelijkse dosis niet overschrijdt. Een teveel aan seleen kan aanleiding geven tot selenose (seleenvergiftiging).

## Hydroxy-analoog van selenomethionine
Naast selenomethionine wordt ook het synthetische hydroxyanaloog van selenomethionine, 2-hydroxy-4-methylselenobutaanzuur (beide enatiomeren worden gebruikt), als bron van seleen gebruikt. In deze verbinding is de aminogroep (-NH2) van selenomethionine vervangen door een hydroxylgroep (-OH).  Na opname in het maag-darmkanaal wordt het 2-hydroxy-4-methylselenobutaanzuur volledig omgezet in selenomethionine.